# 伦皮亚克
伦皮亚克，是西班牙阿拉贡自治区萨拉戈萨省的一个市镇。 总面积30平方公里，总人口917人（2001年），人口密度31人/平方公里。